# فرودگاه محلی سنت لویس
فرودگاه محلی سنت لویس (به انگلیسی: St. Louis Regional Airport) یک فرودگاه همگانی بهره‌برداری هوایی با کد یاتا ALN است که یک باند فرود آسفالت دارد و طول باند آن ۲۴۶۹ متر است. این فرودگاه در کشور ایالات متحده آمریکا قرار دارد و در ارتفاع ۱۶۶ متری از سطح دریا واقع شده است.